# Père Fouettard
El padre Fouettard (Padre La Pouque en Normandía, Hans Trapp en Alsacia, Rubelz y Ruppknecht en la Lorena germanófona, Hanscrouf en Lieja, Hans Muff en la región germanófona de Bélgica y Houseker en Luxemburgo), en francés literalmente "Padre Látigo", es un personaje del folclore navideño referente a San Nicolás. Es un personaje siniestro, que acompaña a San Nicolás durante su salida, el 6 de diciembre o la noche anterior. Mientras que san Nicolás distribuye regalos a los niños buenos, el padre Fouettard dispensa azotes a los desobedientes. En ciertas regiones francesas y belgas, los azotes son sustituidos por una entrega de carbón o de remolacha.

## Orígenes
El padre Fouettard muestra ligeras variantes en función de los países y de las regiones donde la tradición existe, pero prácticamente siempre es representado como un personaje siniestro, cubierto de pieles, con una larga barba, la cara sombría y cabellos desgreñados. Está equipado a menudo de un látigo, de un palo o con un haz de varas. Amenaza a los niños desobedientes o los que rechazan recitar sus oraciones con llevarlos en su gran saco.
El padre Fouettard es igualmente a menudo asociado al ruido. El látigo que restalla, las cadenas, campanillas o cencerros que porta crean su particular son. Equipado con pezuñas o zapatones, hace resonar el suelo al caminar.

### En Lorena
Según la leyenda, el padre Fouettard habría surgido en Metz en 1552 durante el asedio de la ciudad por el ejército de Carlos V. Los habitantes de la ciudad hicieron una procesión con un maniquí con la efigie del emperador a través de las calles antes de quemarlo. Este maniquí podría estar en el origen de la leyenda.

### En Alsacia

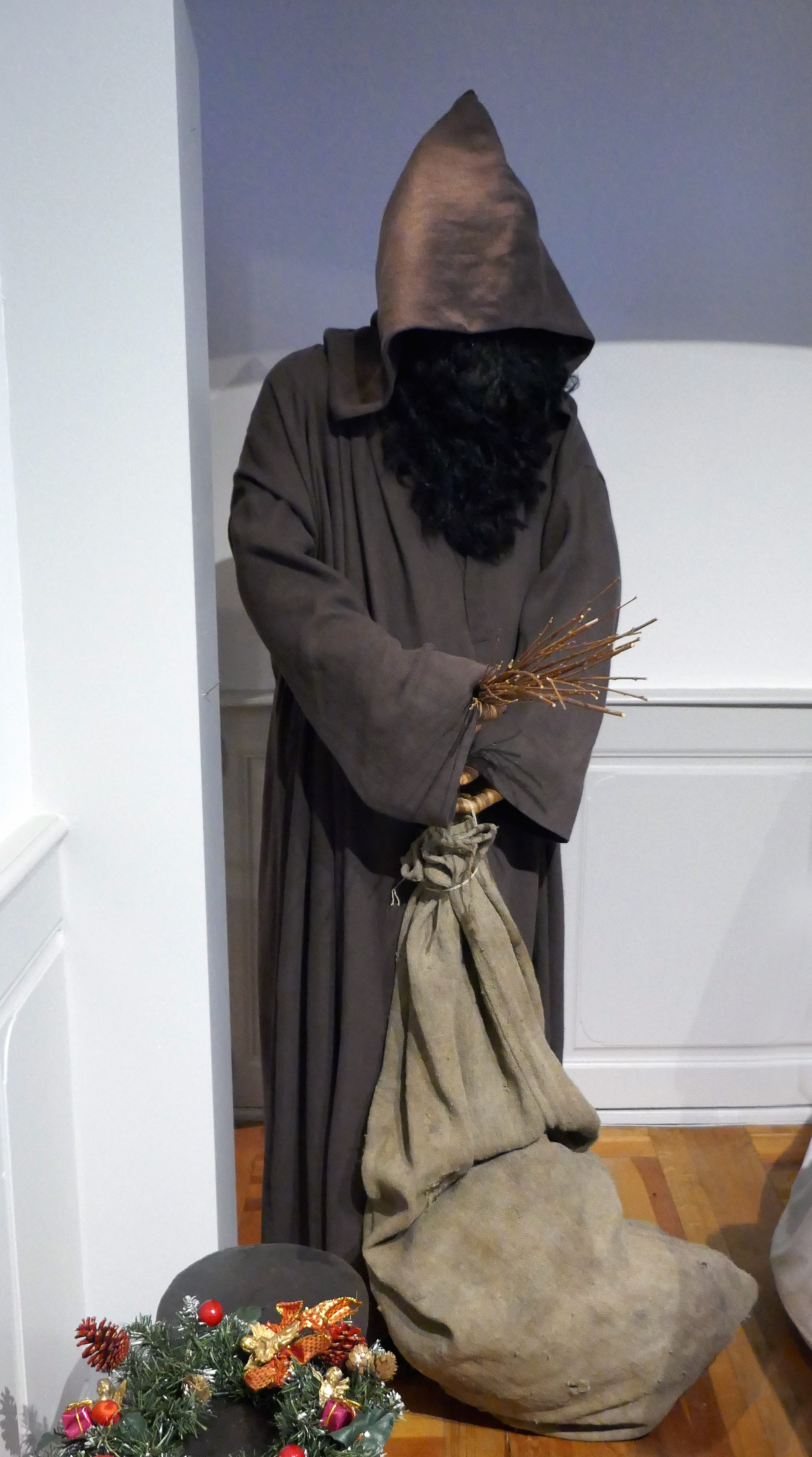
Representación antigua de Hans Trapp en el Museo alsaciano de Estrasburgo.

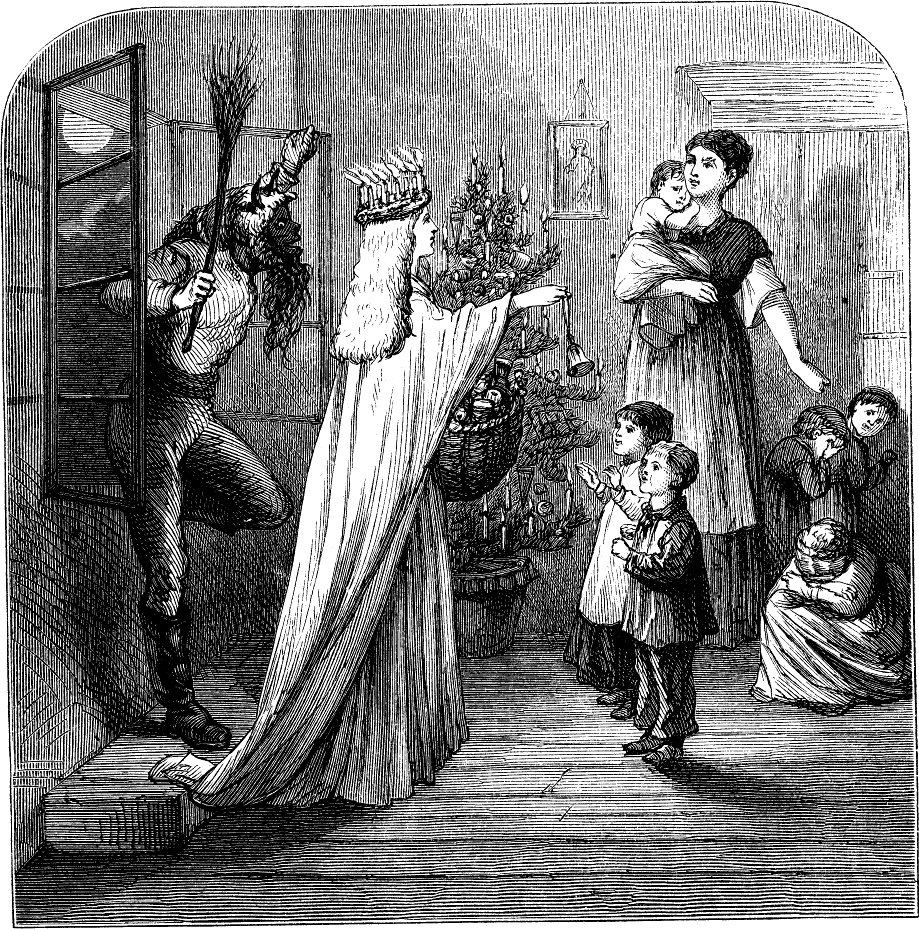
Visita del Christkindel y de Hans Trapp a una familia alsaciana. Grabado de 1873.

Según otra versión, es en 1737, en el Condado de Hanau-Lichtenberg que aparece por primera vez. El origen de este personaje, estaría para algunos en el mariscal Jean de Dratt (Hans von Trotha), un bruto sanguinario que aterrorizaba a la población. Desde su castillo de Berwartstein, cerca de Wissembourg, saqueaba a los campesinos y secuestraba viajeros a cambio de un rescate. Habría dejado tal recuerdo que acabaría inmortalizado como el padre Fouettard en toda la región y más allá. Para otros, procedería de la palabra trappen, el ruido de sus pasos para alejar a los otros espíritus.
En la tradición alsaciana, el personaje de Hans Trapp acompaña a san Nicolás y a Christkindel durante las visitas del 5 de diciembre. Hans Trapp juega el papel del malvado, san Nicolás es fiel a su rol de protector de los niños y el Christkindel es un personaje lleno de bondad que distribuye los presentes.
Jules Hoches escribe a propósito de Hans Trapp en 1897:

"Junto a su compañero blanco, Christkindel, encarna a una especie de Lucifer, un delegado del Diablo, un hombre del saco bíblico, y su atributo es un pene con ramas tricolores, que amenaza a los niños que no están dispuestos a cumplir las promesas hechas a Christkindel, se llama Hans Trapp y solo habla el dialecto de Alsacia."

En Wissembourg, el desfile de Hans Trapp, la tarde del 4.º domingo de Adviento, hace revivir cada año al siniestro personaje, precedido por los monjes y la población aterrorizada. Aparece a caballo, peludo y negro, con otros jinetes, sobre un fragor de percusiones.

## En otros países

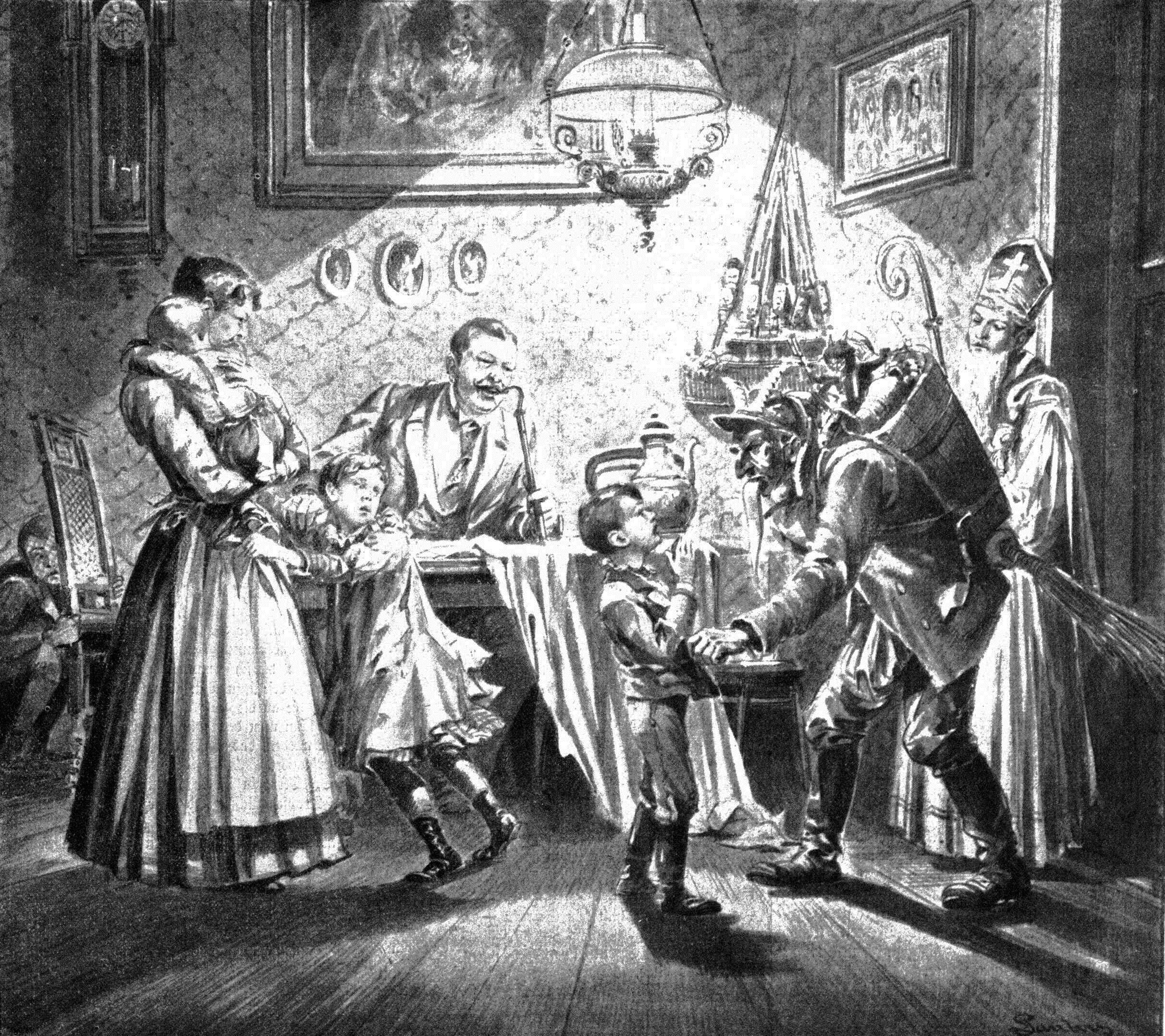
Representación de la visita de San Nicolás y Krampus a una familia austríaca. Ilustración de 1896.

El nombre y las características del acompañante de San Nicolás pueden variar según las regiones o los países:
- En las regiones alpinas, en Baviera y en Austria, su acompañante se llama Krampus;
- En Alemania, es nombrado Ruprecht o Knecht Ruprecht y, en Luxemburgo, Houseker;
- En Friburgo, en la Suiza francófona, San Nicolás tiene su procesión el primer sábado de diciembre subido sobre su asno y acompañado del Padre Fouettard;
- En la Suiza germánica, San Nicolás camina rodeado de varios padres Fouettard, llamados Schmutzli en alemán suizo;
- En Bélgica San Nicolás va acompañado del padre Fouettard;
- En los Países Bajos, San Nicolás es acompañado por el amable Zwarte Piet, que distribuye dulces a los niños. Hasta 2013, Zwarte Piet llevaba peluca rizada y tenía la cara pintada de negro, pero esta tradición fue juzgada racista por un tribunal en julio de 2014;[6]
- En Brasil en la ciudad de Guabiruba, fundada por inmigrantes alemanes, es nombrado Pelznickel;
- En el suroeste de Alemania, es acompañado por Belsnickel;
- En Renania y en Silesia, Pelzbock;
- En Polonia, Ryszard Pospiech...

Aunque ligados a otras fiestas, se pueden encontrar similitudes entre el Padre Fouettard y otros personajes legendarios, como los namahages de Japón o los mariwines de la Amazonia.

## En la cultura popular
- Jacques Dutronc y Jacques Lanzmann escribieron una canción sobre los amores imposibles entre el hijo del padre Fouettard y la hija de Papá Noel.
- Jochen Gerner dibujó al padre Fouettard en su cómic documental El santo patrón, L'Association, coll. Ciboulette, 2004.
- El padre Fouettard es también un personaje en la serie Le Monde secret du Père Noël. Es el enemigo de Papá Noel.